# Peres (futebolista)
Fernando Peres da Silva, mais conhecido como Peres (Algés, 8 de janeiro de 1943 — Lisboa, 10 de fevereiro de 2019), foi um futebolista português que atuava como meio-campista.

## Carreira
Nasceu em Algés e jogou por Belenenses, Sporting, Académica de Coimbra e Porto, em Portugal; teve os seus melhores momentos no Sporting, conquistando quatro grandes títulos, incluindo dois campeonatos da Primeira Liga e acumulando 271 partidas na primeira divisão e 87 golos ao longo de 13 temporadas.
Jogou também no Brasil, conquistando o Campeonato Brasileiro de Futebol de 1974 com o Vasco da Gama e o Campeonato Pernambucano de Futebol de 1975 com o Sport. Aposentou-se no Treze aos 33 anos, tendo uma breve passagem como treinador; a sua experiência na Primeira Divisão Portuguesa consistiu em 26 jogos com a União de Leiria e sete jogos com o Vitória de Guimarães.
Morreu a 10 de fevereiro de 2019, no Hospital Egas Moniz, em Lisboa, onde se encontrava internado.

## Seleção
Jogou 27 jogos pela Seleção Portuguesa, marcando quatro golos. A sua estreia aconteceu em 4 de junho de 1964, num empate em 1 x 1 com a Inglaterra.
Foi incluído na equipe para o Campeonato do Mundo de 1966, mas não fez nenhum jogo pela Inglaterra.

## Títulos
Sporting
- Primeira Liga: 1965–66, 1969–70
- Taça de Portugal: 1970–71, 1972–73

Vasco da Gama
- Campeonato Brasileiro: 1974

Sport
- Campeonato Pernambucano: 1975